# 埃图韦勒
埃图韦勒（法語：Étouvelles，法語發音：[etuvɛl]）是法国上法蘭西大區埃纳省的一个市镇，位于该省中部，属于拉昂区。

## 地理
埃图韦勒（49°31'13"N, 3°34'53"E）面积2.38 平方千米，位于法国上法蘭西大區埃纳省，该省份为法国北部内陆省份，北起北部省，西接索姆省和瓦兹省，东临阿登省和马恩省，西南至塞纳-马恩省，东北部与比利时接壤。
与埃图韦勒接壤的市镇（或旧市镇、城区）包括：希维莱塞图韦勒、拉瓦勒昂洛努瓦、努维永勒维讷、沃塞勒和贝夫库尔。

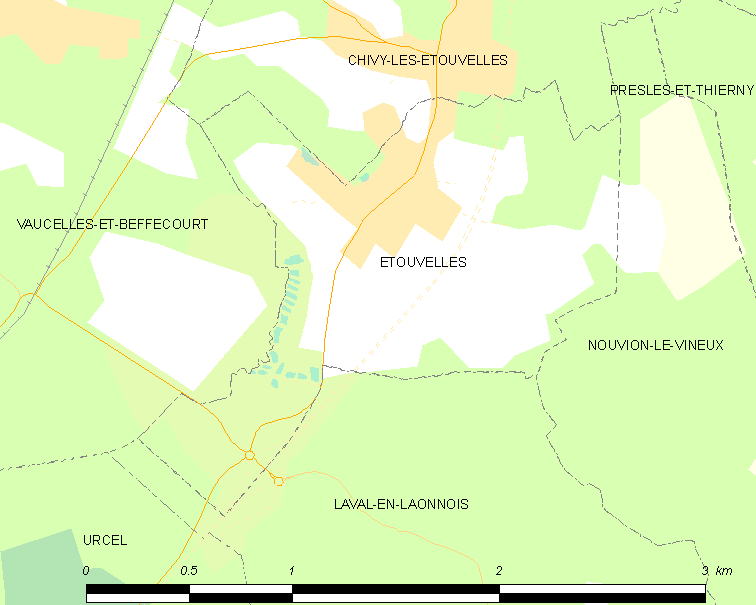
埃图韦勒的OSM定位图

埃图韦勒的时区为UTC+01:00、UTC+02:00（夏令时）。

## 行政
埃图韦勒的邮政编码为02000，INSEE市镇编码为02294。

## 政治
埃图韦勒所属的省级选区为拉昂第二县。

## 人口

1962-2008年间埃图韦勒人口变化图示

埃图韦勒于2022年1月1日时的人口数量为207人。